# 卡洛斯·安德雷斯·加西亚
卡洛斯·安德雷斯·加西亚（Carlos Andrés García，1979年11月6日—），是一名乌拉圭职业足球运动员，曾效力于中国足球甲级联赛球队广东日之泉，司职中后卫。

## 俱乐部生涯
2013年2月，加西亚加盟中国足球甲级联赛球队广东日之泉。